# 프로토포르피린 IX
프로토포르피린 IX(영어: protoporphyrin IX)는 헤모글로빈과 엽록소와 같은 생물체에서 중요한 역할을 하는 화합물들의 전구체이며, 헴의 생합성 과정에서의 대사 중간생성물이다. 프로토포르피린 IX는 물에 녹지 않는 진한 색상의 고체이다. 프로토포르피린 IX는 종종 PPIX로 축약해서 표기하기도 한다.
프로토포르피린 IX 분자는 방향족 특성을 가지고 있는 테트라피롤 거대고리인 포르핀 코어를 포함하고 있다. 고리의 반대쪽(트랜스) 방향 평면 밖으로 구부러진 N-H 결합을 제외하고, 분자는 근본적으로 평면 구조이다.
일반적으로 프로토포르피린은 4개의 피롤 고리의 바깥쪽 수소 원자들이 4개의 메틸기(−CH3, "M"), 2개의 비닐기(−CH=CH2, "V"), 2개의 프로피오닐기(−CH2CH2COOH, "P")로 치환된 유도체를 뜻한다. 로마 숫자 "IX"는 이러한 사슬이 외부 고리를 중심으로 원형으로 MV-MV-MP-PM 순서임을 나타낸다(변종 화합물들의 번호 매기는 법은 관례적인 것이나 완벽하게 체계적이지는 않다).

## 자연적인 생성
프로토포르피린 IX는 자연에서 내부의 2개의 수소 원자가 2가의 금속 양이온으로 치환된 복합체의 형태로 발견된다. 프로토포르피린 IX이 철(II) 양이온인 Fe2+와 복합체를 이루면, 헴이 형성된다. 몇몇 중요 단백질에서 헴은 보결분자단으로 작용한다. 이러한 헴을 함유하고 있는 단백질에는 헤모글로빈, 미오글로빈, 사이토크롬 c 등이 있다. 또한 아연과 같은 다른 금속 이온과 결합하여 복합체를 형성할 수도 있다.

## 생합성
프로토포르피린 IX는 비고리형 전구체로부터 모노피롤(포르포빌리노젠), 테트라피롤(포르피리노젠, 구체적으로 유로포르피리노젠 III)을 통해 합성된다. 이러한 대사 중간생성물은 프로토포르피리노젠 IX로 전환된 다음, 프로토포르피리노젠 산화효소에 의해 프로토포르피린 IX로 산화된다.
|  |

프로토포르피린 IX는 헴, 사이토크롬 c, 엽록소와 같은 생물학적으로 필수적인 보결분자단의 중요한 전구체이다. 많은 생물들은 글리신, 석시닐-CoA, 글루탐산과 같은 기본적인 전구체들로부터 이러한 테트라피롤을 합성할 수 있다. 프로토포르피린 IX를 합성하는 광범위한 생물들이 존재함에도 불구하고, 이러한 대사 과정은 고등 식물에서 몇 가지 예외를 제외하고 세균에서 포유류에 이르기까지 대부분 보존되어 있다.
이들 분자의 생합성에서 금속 양이온은 킬레이테이스라 불리는 효소에 의해 프로토포르피린 IX로 삽입된다. 예를 들어, 페로킬레이테이스는 프로토포르피린 IX를 헴 B(즉, Fe-프로토포르피린 IX 또는 프로토헴 IX)로 전환시킨다. 엽록소 생합성에서 마그네슘 킬레이테이스는 프로토포르피린 IX를 Mg-프로토포르피린 IX로 전환시킨다.

## 합성 철 유도체
프로토포르피린 IX는 공기 중의 철염과 반응하여 복잡한 프로토포르피린 IX를 생성한다.

## 같이 보기
- 프로토포르피리노젠 IX
- 헴 산소화효소